# Крка (футбольный клуб)
«Крка» (словен. Nogometni Klub Krka Novo Mesto) — словенский футбольный клуб из города Ново-Место, выступающий в Первой Лиге. Ранее клуб был известен как НК Елан 1922.

## Достижения
- Вторая лига Словении по футболу

Победитель (1): 1991/92
- Третья лига Словении по футболу

Победитель (3): 1996/97, 2006/07, 2011/12